# Utmärkelser vid världsmästerskapet i fotboll för damer
Utmärkelser vid världsmästerskapet i fotboll för damer delas ut till landslag och individuella spelare efter ett VM i fotboll för damer.

## Utmärkelser
Sedan 1991 har sex utmärkelser delats ut, samt en utmärkelse för ett stjärnlag som består av de allra bästa spelarna på vardera position, under respektive mästerskap
- Guldbollen (engelska: Golden Ball) för turneringens bästa spelare
- Guldskon (engelska: Golden Boot) delas ut till den spelare med flest gjorda mål
- Guldhandsken (engelska: Golden Glove Award) för turneringens bästa målvakt
- Bästa unga spelare (engelska: Best Young Player Award) för turneringens bästa unga spelare, under 21 år
- Fifa:s ärligt spel-pris (engelska: FIFA Fair Play Award) för det lag som har samlat ihop minst antal gula eller röda kort, och som har visat god sportsanda under mästerskapet
- Mest underhållande lag (engelska: Most Entertaining Team) för det lag som efter omröstningar har spelat en underhållande fotboll.
- Stjärnlaget  (engelska: All-Star Team)
- Drömlaget  (engelska: Dream Team)

### Guldbollen
| Mästerskap    | Guldbollen     | Silverbollen      | Bronsbollen         |
| ------------- | -------------- | ----------------- | ------------------- |
| 1991 Kina     | Carin Jennings | Michelle Akers    | Linda Medalen       |
| 1995 Sverige  | Hege Riise     | Gro Espeseth      | Ann-Kristin Aarønes |
| 1999 USA      | Sun Wen        | Sissi             | Michelle Akers      |
| 2003 USA      | Birgit Prinz   | Victoria Svensson | Maren Meinert       |
| 2007 Kina     | Marta          | Birgit Prinz      | Cristiane           |
| 2011 Tyskland | Homare Sawa    | Abby Wambach      | Hope Solo           |
| 2015 Kanada   | Carli Lloyd    | Amandine Henry    | Aya Miyama          |

### Guldskon
| Mästerskap    | Guldskon            | Mål | Silverskon    | Mål           | Bronsskon                      | Mål |
| ------------- | ------------------- | --- | ------------- | ------------- | ------------------------------ | --- |
| 1991 Kina     | Michelle Akers      | 10  | Heidi Mohr    | 7             | Linda Medalen · Carin Jennings | 6   |
| 1995 Sverige  | Ann-Kristin Aarønes | 6   | Hege Riise    | 5             | Shi Guihong                    | 3   |
| 1999 USA      | Sun Wen · Sissi     | 7   | delades ej ut | delades ej ut | Ann-Kristin Aarønes            | 4   |
| 2003 USA      | Birgit Prinz        | 7   | Maren Meinert | 4             | Kátia                          | 4   |
| 2007 Kina     | Marta               | 7   | Abby Wambach  | 6             | Ragnhild Gulbrandsen           | 6   |
| 2011 Tyskland | Homare Sawa         | 5   | Marta         | 4             | Abby Wambach                   | 4   |
| 2015 Kanada   | Célia Šašić         | 6   | Carli Lloyd   | 6             | Anja Mittag                    | 5   |

### Guldhandsken och Bästa Målvakt
| Mästerskap    | Målvakt                  |
| ------------- | ------------------------ |
| 1999 USA      | Gao Hong · Briana Scurry |
| 2003 USA      | Silke Rottenberg         |
| 2007 Kina     | Nadine Angerer           |
| 2011 Tyskland | Hope Solo                |
| 2015 Kanada   | Hope Solo                |

### Bästa Unga Spelare
| Mästerskap    | Spelare           | Ålder |
| ------------- | ----------------- | ----- |
| 2011 Tyskland | Caitlin Foord     | 16 år |
| 2015 Kanada   | Kadeisha Buchanan | 19 år |

### Fifa:s Ärligt Spel-pris
| Mästerskap    | Landslag  |
| ------------- | --------- |
| 1991 Kina     | Tyskland  |
| 1995 Sverige  | Sverige   |
| 1999 USA      | Kina      |
| 2003 USA      | Kina      |
| 2007 Kina     | Norge     |
| 2011 Tyskland | Japan     |
| 2015 Kanada   | Frankrike |

### Mest Underhållande Lag
| Mästerskap | Landslag  |
| ---------- | --------- |
| 2003 USA   | Tyskland  |
| 2007 Kina  | Brasilien |

### Stjärnlaget
| Mästerskap    | Målvakter                               | Försvarare                                                                                                  | Mittfältare | Anfallare                                                             |
| ------------- | --------------------------------------- | --- | --- | --------------------------------------------------------------------- |
| 1999 USA      | Gao Hong · Briana Scurry                | Wang Liping · Wen Lirong · Doris Fitschen · Brandi Chastain · Carla Overbeck                                | Sissi · Liu Ailing · Zhao Lihong · Bettina Wiegmann · Michelle Akers                                                                                       | Jin Yan · Sun Wen · Ann Kristin Aarønes · Mia Hamm                    |
| 2003 USA      | Silke Rottenberg                        | Wang Liping · Sandra Minnert · Joy Fawcett ·                                                                | Bettina Wiegmann · Malin Moström · Shannon Boxx · | Charmaine Hooper · Maren Meinert · Birgit Prinz · Victoria Svensson · |
| 2007 Kina     | Nadine Angerer · Bente Nordby           | Ariane Hingst · Li Jie · Ane Stangeland Horpestad · Kerstin Stegemann                                       | Daniela · Formiga · Kelly Smith · Renate Lingor · Ingvild Stensland · Kristine Lilly                                                                       | Lisa De Vanna · Marta · Cristiane · Birgit Prinz                      |
| 2011 Tyskland | Hope Solo · Ayumi Kaihori               | Elise Kellond-Knight · Erika · Alex Scott · Sonia Bompastor · Laura Georges · Saskia Bartusiak              | Jill Scott · Genoveva Añonma · Louisa Necib · Aya Miyama · Shinobu Ohno · Homare Sawa · Kerstin Garefrekes · Caroline Seger · Shannon Boxx · Lauren Cheney | Marta · Lotta Schelin · Abby Wambach                                  |
| 2015 Kanada   | Karen Bardsley Nadine Angerer Hope Solo | Kadeisha Buchanan Lucy Bronze Steph Houghton Wendie Renard Saori Ariyoshi Julie Johnston Meghan Klingenberg | Elise Kellond-Knight Amandine Henry Eugénie Le Sommer Aya Miyama Mizuho Sakaguchi Rumi Utsugi Carli Lloyd Megan Rapinoe                                    | Lisa De Vanna Élodie Thomis Anja Mittag Célia Šašić Ramona Bachmann   |

### Drömlaget
| Mästerskap  | Målvakter | Försvarare                                                 | Mittfältare                          | Anfallare                           | Förbundskapten |
| ----------- | --------- | ---------------------------------------------------------- | ------------------------------------ | ----------------------------------- | -------------- |
| 2015 Kanada | Hope Solo | Kadeisha Buchanan Wendie Renard Julie Johnston Ali Krieger | Aya Miyama Carli Lloyd Megan Rapinoe | Anja Mittag Célia Šašić Alex Morgan | Silvia Neid    |